# شورش ۱۸۰۴ متیولتی
شورش ۱۸۰۴ متیولتی (انگلیسی: 1804 Mtiuleti rebellion) شورشی در استان متیولتی گرجستان که سابقاً جزوی از
پادشاهی کارتیل-کاخت بود علیه امپراتوری روسیه. این اولین شورش بزرگ گرجستان بود که علیه دولت روسیه انجام شد.

## پیش زمینه
سال ۱۸۰۱ روس‌ها گرجستان را تصرف و پادشاهی کارتیل-کاخت را از بین بردند. بعد از آن روسیه این منطقه را تحت عنوان استان گرجستان تنزیل مقام اسمی داد. اگرچه با حضور دولت روسیه صلح به ارمغان آورد، اما کارتلی-کاختی همچنان آشفته بود.

## شورش
در منطقه در الان تعدادی از مردم آسی از تقاضای رو به فزون قزاقهای مستقر در منطقه معترض شدند. و غذاها در گودالی ریختند. قزاق‌ها در پاسخ اقدام به مجازات بیشتر مردم محلی کردند. دهقانان را به کار اجباری واداشتند، دو مرد را با شلاق کشتند و با زنان بدرفتاری کردند.
سپس مردم رود آراگوی به نیروهای دیمیتری میخائیلوویچ ولکونسکی حمله کردند. تعدادی از آنها را کشتند و سپس اقدام به اشغال چند قلعه در جاده اصلی مجاور کردند. در تابستان ۱۸۰۴ چهار هزار از مردم گرجی و شورشیان اوستیایی از شاهزاده پارنائوز خواستند که آنها را رهبری کند. در ۳ اوت ۱۸۰۴، شورشیان و نیروهای روسی در لومیسی با هم درگیر شدند طبق گزارش‌ها از علت‌های پیروزی نیروهای روسی بزدلی شاهزاده‌های کاختی و حضور جنرال پاول سیسیانوف که تازه از محاصره ایروان (۱۸۰۴) بازمی‌گشت. شورش در نهایت سرکوب شد. هشت سال طول می‌کشد تا خشونت‌های ضد روسیه بار دیگر بیشتر شود.
بخشی از اشراف گرجستان در شورش متیولتی ۱۸۰۴ شرکت کردند.